# Michael Piller
Michael Piller, född 1948 i Port Chester, New York, död 2005, var en amerikansk manusförfattare och TV-producent som gjorde sig ryktbar genom sin medverkan i TV-baserade science fiction-serier och serier som kretsar kring det paranormala. Framför allt skrev han och producerade många avsnitt i de olika serierna av science fiction-serien Star Trek. 
Michael Piller föddes den 13 maj 1948 i Port Chester i delstaten New York. Han avled 57 år gammal av cancer den 1 november 2005 i Los Angeles i delstaten Kalifornien. Piller hade inte haft något tyngre uppdrag på länge när han fick skriva manus till några avsnitt av Star Trek: The Next Generation-avsnitt. Berträffande serien Star Trek: Deep Space Nine, anges Michael Piller och Rick Berman som skapare av denna serie och även av serien Star Trek: Voyager.

## Filmografi
Sammanlagt har Michael Piller skrivit 358 avsnitt i olika Star Trek-serier. Beträffande Star Trek: Deep Space Nine och Star Trek: Voyager skrev Piller merparten av avsnitten.
Som manusförfattare  svarade han för 358 avsnitt i TV-serierna:
- Simon & Simon (11 avsnitt, 1982-86)
- Star Trek: The Next Generation (13 avsnitt, 1989 – 1992)
- Star Trek: Insurrection (långfilm, 1998)
- Star Trek: Deep Space Nine (173 avsnitt 1993 – 1999)
- Star Trek: Voyager (172 avsnitt 1995 – 2001)
- The Dead Zone (81 avsnitt 2002 – 2007)

Som producent svarade han för 341 avsnitt i TV-serierna:
- Simon & Simon (24 avsnitt, 1985 – 1986)
- Star Trek: The Next Generation (103 avsnitt,
- Deep Space Nine (103 avsnitt, 1989 – 1994)
- Legend (12 avsnitt, 1995)
- Star Trek: Voyager (45 avsnitt av)
- Star Trek: Insurrection (långfilm, 1998)
- Legend (12 avsnitt, 1995)
- Wild Fire (45 avsnitt, 1995)
- Star Trek: Voyager (45 avsnitt, 1995)
- Star Trek: Voyager (45 avsnitt, 1995)
- The Dead Zone (81 avsnitt 2002 – 2007)

Michael Piller samarbetade mycket med Rick Berman. Piller och Berman anges av Internet Movie Database som skapare av TV-serierna Star Trek: Deep Space Nine och Star Trek: Voyager.

## Utmärkelser
- 2007 - The Constellation Awards, Best Overall 2006 Science Fiction Film or Television Script: Stargate SG-1: 200